# 塔韦尔诺拉-贝加马斯卡
塔韦尔诺拉-贝加马斯卡（義大利語：Tavernola Bergamasca），是意大利贝加莫省的一个市镇。总面积12.36平方公里，人口2165人，人口密度175.2人/平方公里（2009年）。国家统计（ISTAT）代码为016211。